# Castaka
Castaka est une série de bande dessinée représentant l'histoire des ancêtres de La Caste des Méta-Barons, écrite par Alejandro Jodorowsky et dessinée par Das Pastoras. Cette série du genre science-fiction est publiée par Les Humanoïdes Associés pour la première fois en mars 2007.
Sur la planète Marmola, patrie de la lignée des Castaka, Bérard le doyen de la caste, va affronter son beau-fils Oton en duel comme l'exige la tradition du bushitaka pour savoir s'il est digne d'être son successeur. Le combat tourne à l'avantage du doyen, mais contrairement à la règle, il ne va pas tuer Oton qu'il reconnait comme un combattant loyal. Il va alors enseigner à ce dernier l'histoire de sa lignée, en remontant plusieurs siècles en arrière. C'est ainsi que nous allons rencontrer le premier ancêtre, Dayal. Et nous allons également apprendre que cet écart à la tradition ancestrale que Bérard a commis est loin d'être le premier ou le plus terrible...

## Publication

### Albums
1. Dayal, le Premier Ancêtre (2007)
2. Les Jumelles Rivales (2013)

Coffret tomes 1 et 2 (2013)

### Éditeurs
- Les Humanoïdes Associés : tomes 1 et 2 (première édition des tomes 1 et 2)